# جنگل پادشاهی

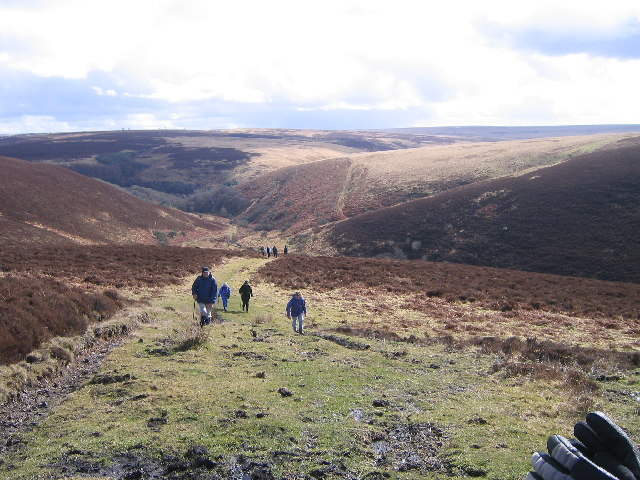
جنگل پادشاهی اکسمور در دوون. جنگل‌های پادشاهی لزوماً شامل جنگل‌ها نمی‌شوند

جنگلی پادشاهی یا جنگلی سلطنتی که گهگاه به نام کینگزوود (لاتین: silva regis)، منطقه‌ای از زمین با تعریف مختلف در انگلستان، ولز، اسکاتلند و ایرلند است. اصطلاح جنگل در درک معمولی مدرن به منطقه‌ای از زمین‌های جنگلی اشاره دارد. با این حال، مفهوم اولیه قرون وسطی به ایده نوین «حفظ» - یعنی زمینی که به‌طور قانونی برای اهداف خاصی مانند شکار شاهانه اختصاص داده شده است - با تأکید کمتر بر ترکیب آن نزدیک‌تر بود. همچنین در اروپای قاره‌ای تفسیر متفاوت و زمینه‌ای وجود دارد که از سیستم‌های حقوقی کارولنژی و مروونژی‌ها به دست آمده است.

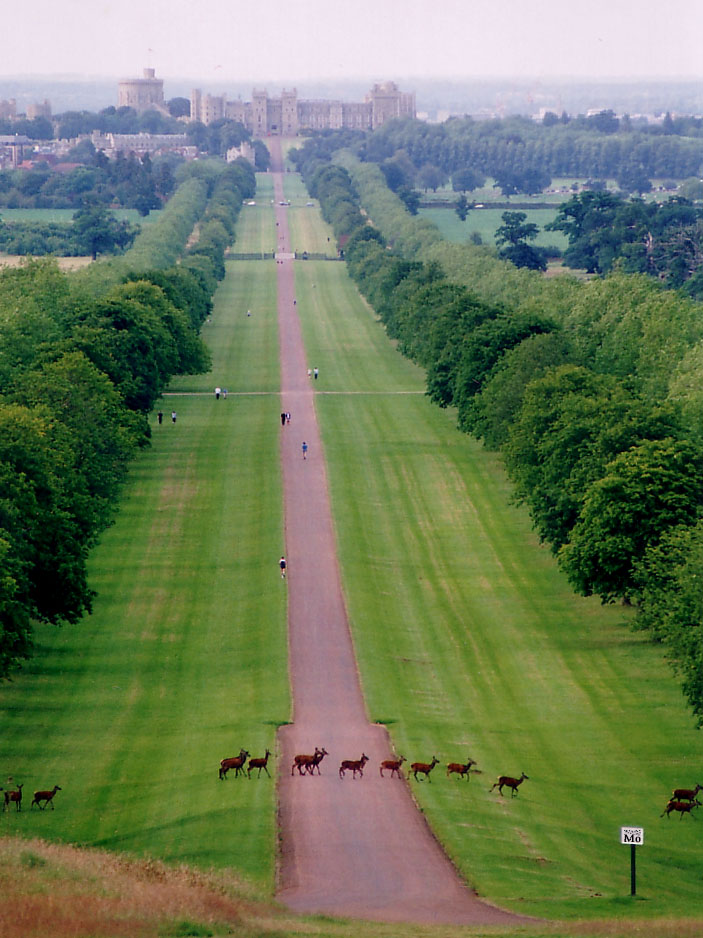
عبور گوزن از لانگ واک به قلعه وینزر

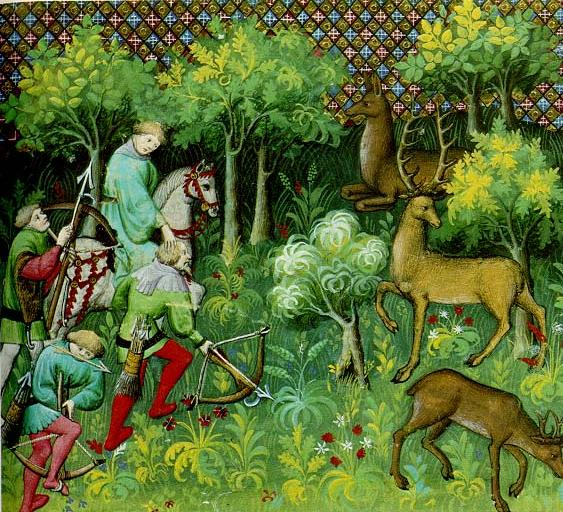
صحنه جنگل قرون وسطی، از Livre de Chasse (1387)